# Аквапорин-10
AQP10 (англ. Aquaporin 10) – білок, який кодується однойменним геном, розташованим у людей на 1-й хромосомі. Довжина поліпептидного ланцюга білка становить 301 амінокислот, а молекулярна маса — 31 763.
| 10         |  | 20         |  | 30         |  | 40         |  | 50         |
| ---------- |  | ---------- |  | ---------- |  | ---------- |  | ---------- |
| MVFTQAPAEI |  | MGHLRIRSLL |  | ARQCLAEFLG |  | VFVLMLLTQG |  | AVAQAVTSGE |
| TKGNFFTMFL |  | AGSLAVTIAI |  | YVGGNVSGAH |  | LNPAFSLAMC |  | IVGRLPWVKL |
| PIYILVQLLS |  | AFCASGATYV |  | LYHDALQNYT |  | GGNLTVTGPK |  | ETASIFATYP |
| APYLSLNNGF |  | LDQVLGTGML |  | IVGLLAILDR |  | RNKGVPAGLE |  | PVVVGMLILA |
| LGLSMGANCG |  | IPLNPARDLG |  | PRLFTYVAGW |  | GPEVFSAGNG |  | WWWVPVVAPL |
| VGATVGTATY |  | QLLVALHHPE |  | GPEPAQDLVS |  | AQHKASELET |  | PASAQMLECK |
| L          |  |            |  |            |  |            |  |            |

A: Аланін

C: Цистеїн

D: Аспарагінова кислота

E: Глутамінова кислота

F: Фенілаланін

G: Гліцин

H: Гістидин

I: Ізолейцин

K: Лізин

L: Лейцин

M: Метіонін

N: Аспарагін

P: Пролін

Q: Глутамін

R: Аргінін

S: Серин

T: Треонін

V: Валін

W: Триптофан

Задіяний у таких біологічних процесах, як транспорт, альтернативний сплайсинг. 
Локалізований у мембрані.